# Саворёз
Саворёз (фр. Savoureuse) — река во Франции, в регионе Бургундия — Франш-Конте. Длина реки составляет 41,2 км. Площадь бассейна насчитывает 141 км². Средний расход воды — 6,04 м³/с 
Находится на северо-востоке страны. Берёт начало на склоне вершины Ballon d’Alsace. Саворёз является одним из притоков реки Аллен, в который впадает в муниципалитете Сошо.